# Bradypterus graueri
Bradypterus graueri là một loài chim trong họ Locustellidae.